# Chilobrachys bicolor
Chilobrachys bicolor är en spindelart som först beskrevs av Pocock 1895. Chilobrachys bicolor ingår i släktet Chilobrachys och familjen fågelspindlar.
Artens utbredningsområde är Myanmar. Inga underarter finns listade i Catalogue of Life.